# Росон, Херберт
Полковник Хе́рберт Э́двард Ро́сон (англ. Herbert Edward Rawson; 3 сентября 1852 — 18 октября 1924) — английский военный офицер, футболист и игрок в крикет. Служил в Корпусе королевских инженеров и выступал за футбольный клуб корпуса («Ройал Энджинирс»); также провёл 1 матч за национальную сборную Англии. Участник второй англо-бурской войны: снятие осады Ледисмита и сражение на высотах у Тугелы.

## Ранние годы и образование
Родился в Порт-Луи (Британский Маврикий) в семье в семье Уильяма Росона и Софии Мэри Энн Уорд. Окончил Вестминстерскую школу в Лондоне, выступал за школьную команду по крикету в 1869 и 1870 году. Его младший брат Уильям также учился в Вестминстерской школе.

## Военная карьера
После окончания школы поступил в Королевскую военную академию в Вулидже. В сентябре 1872 года поступил на службу в Британскую армию в звании лейтенанта Корпуса королевских инженеров. Его специализацией было подводное минирование. В 1877 году он отправился служить на Бермудские острова, с 1880 по 1884 год работал на Бермудах в министерстве финансов. В 1884 году стал капитаном, а год спустя отправился на Мальту. С 1885 по 1889 год служил в Галифаксе (Новая Шотландия), где командовал 27-й и 40-й ротой (подводное минирование), а также обучал местных военнослужащих операциям по подводному минированию. Был секретарём комитета Корпуса королевских инженеров и состоял в комитете военного министерства по артиллерийскому оружию с 1890 по 1894 год. В декабре 1891 года был повышен до майора, а в июле 1899 года стал подполковником.
После начала второй англо-бурской войны в октябре 1899 года Росон отправился в Южную Африку, где управлял связью в Корпусе королевских инженеров в колонии Наталь. В феврале 1900 года принял участие в сражении на высотах у Тугелы, а в марте того же года участвовал в снятии снятия осады Ледисмита. В мае и июне 1900 года служил в Трансваале, после чего вернулся в Наталь. В ноябре 1900 года получил временное повышение в звании до полковника. Командовал Корпусом королевских инженеров в окрестностях Питермарицбурга в завершающий период войны. Отмечался за доблесть в военных донесениях, получил Медаль королевы Южной Африки с четырьмя планками и Медаль короля Южной Африки с двумя планками.
После окончания войны в июне 1902 года, Росон покинул Кейптаун на корабле SS Orissa, который прибыл в Саутгемптон в конце октября 1902 года. Тогда же получил звание компаньона (CB) Ордена Бани в честь своих заслуг в англо-бурской войне. Был назначен командующим Корпусом королевских инженеров в Дублине.
С 1905 по 1907 год опять служил в Южной Африке, командуя Корпусом королевских инженеров в Капской колонии. В 1905 году его повышение в звании до полковника стало постоянным. С 1907 по 1909 год был командующим Корпусом королевских инженеров в Йорке. В сентябре 1909 года уволился из армии. Впоследствии писал военные труды по аэронавтике и метеорологии.

## Футбольная карьера

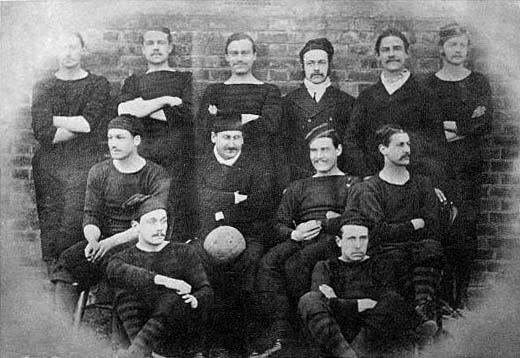
Команда «Ройал Энджинирс» в 1875 году, Росон — третий справа в заднем ряду

С 1869 по 1871 год играл в футбол за команду Вестминстерской школы. После поступления на военную службу начал играть за футбольную команду «Ройал Энджинирс». В сезоне 1873/74 помог команде дойти до финала Кубка Англии, где «инженеры» проиграли клубу «Оксфорд Юниверсити». В команде соперника против него сыграл его младший брат Уильям. «Оксфорд Юниверсити» одержал в матче победу.
В сезоне 1874/75 «Ройал Энджинирс» вновь вышел в финал Кубка Англии, где встретился с клубом «Олд Итонианс». Первая игра завершилась вничью (1:1), в переигровке «инженеры» одержали победу со счётом 2:0.
6 марта 1875 года дебютировал за футбольную сборную Англии в матче в матче против сборной Шотландии; матч завершился вничью со счётом 2:2. Его брат Уильям также сыграл в том матче.Это был первый случай, когда два брата сыграли за сборную Англии в одном матче.

## Крикетная карьера
Также играл в крикет за школьную команду, а затем и за крикетную команду Королевской военной академии в Вулидже. После поступления на военную службу в Корпусе королевских инжеренеров играл за крикетный клуб «Ройал Энджинирс». Многие годы считался «лучшим уикет-кипером корпуса».
В сентябре 1873 года сыграл за крикетный клуб графства Кента против команды Уильяма Грейса.

## Семья и пенсия
В 1875 году женился на Элизабет Армстронг в Дублине.
На пенсии проживал в Херонсгейте (Хартфордшир). Был членом Королевского географического общества, вице-президентом Королевского метеорологического общества и состоял в совете Африканского королевского воздухоплавательного общества.
Умер в Вестминстере в октябре 1924 года в возрасте 72 лет.

## Спортивные достижения
«Ройял Энджинирс»
- Обладатель Кубка Англии: 1875
- Финалист Кубка Англии: 1874